# William C. Morris (Buenos Aires)
William C. Morris es una localidad del partido de Hurlingham, en la provincia de Buenos Aires, Argentina. Forma parte del aglomerado urbano del Gran Buenos Aires, en su Zona Oeste.
Su nombre es en honor al educador de origen inglés William Case Morris.

## Historia
A mediados del siglo XIX, se instaló un molino harinero en el Paso Morales, en el entonces Partido de Morón, explotado por la sociedad Louis Languevin y Cía.
Simultáneamente el genovés Nicolás Machiavello, instaló por aquel entonces un almacén de ramos generales en donde se daban cita los troperos que desfilaban por el Paso Morales con arreos de vacunos y mulares.
Las zonas cercanas a las vías del Ferrocarril General San Martín y del Ferrocarril General Urquiza, eran utilizadas para la cría de ganado vacuno y tambos. Al mismo tiempo que existían quintas de verduras trabajadas por inmigrantes. Las primeras calles asfaltadas fueron las que hoy forman el barrio Roca, de origen militar, fundado por su cercanía con el destacamento militar de Campo de Mayo, comprendido entre las calles Villegas y Levalle.

### Expansión con el ferrocarril
En 1870 comenzaron los trabajos de montaje de vías para la construcción del Ferrocarril Buenos Aires al Pacífico (actual Ferrocarril General San Martín) -cuya traza atraviesa la ciudad-. En un primer momento el ferrocarril se extendía desde la ciudad de Mercedes (provincia de Buenos Aires) hasta Villa Mercedes (provincia de San Luis). Por ley del 6 de septiembre de 1886 se autorizó a la empresa a prolongar sus vías hasta la ciudad de Buenos Aires. En marzo de 1885 se habilita la primera sección de este ferrocarril de Mercedes a Chacabuco y, además, se inaugura hasta Villa Mercedes en octubre de 1886. Finalmente, en 1888, se libró al servicio público la extensión de Mercedes a Estación Palermo, con una extensión de 107 km. En ese tramo, en el que actualmente la línea presta servicios urbanos (entre Estación Palermo y Estación Pilar (San Martín)) sólo existieron inicialmente dos estaciones intermedias, que fueron Estación Caseros y Muñiz. Paulatinamente se fueron incorporando nuevas estaciones producto del crecimiento de la ciudad de Buenos Aires y del surgimiento de nuevas localidades que fueron desarrollándose junto con este ramal ferroviario, a partir de los sucesivos loteos de tierra rural, que se iba incorporando a los usos urbanos.
Se han podido reseñar las sucesivas inauguraciones de las siguientes estaciones: En 1887 la Estación Chacarita que en 1904 pasa a llamarse La Paternal; en 1888 la Estación Devoto.
Hacia fines de 1889 las familias de origen inglés Drysdale y Ravenscroft junto a otras familias representativas de la zona de lo que hoy es la ciudad de Hurlingham presentaron una carta peticionando la instalación de una estación en el nuevo pueblo, evitando tener que trasladarse a las cercanías de la Estación Chacarita.
Se autoriza la construcción de la estación como provisoria; el nombre estaría dado por los recurrentes, Estación Hurlingham, ubicada en el centro de la población. La misma queda habilitada en el primer semestre de 1890.
En 1891 se inaugura la primera estación Bella Vista, en 1896 la Estación General Sarmiento (actualmente San Miguel), en 1906 la Estación Santos Lugares, en 1907 la Estación Sáenz Peña, en 1907 la Estación Villa del Parque, en 1908 la Estación El Palomar, en 1909 se construye en altura la actual Estación Palermo (en 1912 se traslada su terminal desde Palermo a la estación provisoria en Estación Retiro San Martín que sigue siendo la misma en la actualidad) y finalmente en 1958 la Estación William Morris, en el km 29 de la línea, siendo esta la más reciente de todas.
En el año 1988 en las parcelas del Ferrocarril Urquiza se funda el Club Atlético Truchan, entre las calles Cañuelas Norte  y Gral Levalle. Formando el primer equipo mixto de género mujer y varón del país.[cita requerida]

### Partido de Hurlingham
En un principio, la localidad formaba parte del partido de Morón. El 10 de diciembre de 1995, se crean los Partidos de Hurlingham e Ituzaingó, por lo que el barrio William Morris pasa a formar parte de Hurlingham, teniendo como primer intendente a Juan José Álvarez. 
William C. Morris fue declarada ciudad en 1996 por ley 11895 de la legislatura provincial.
Radios FM
En el año 1997 se funda la primera radio FM en la ciudad, RCM, radio Ciudad de Morris 99.1, con programación destacada cómo "Sin Rumbo", "Las Mañana del Número 1" e "Impacto 99"

## Geografía
Situada en la Zona Oeste del Gran Buenos Aires, la ciudad de William C. Morris se encuentra unos 24 km al oeste de la zona céntrica de la Ciudad de Buenos Aires. Se la suele incluir, junto a todo el partido, dentro del llamado «segundo cordón» del Gran Buenos Aires. Tiene una superficie de 15,9 km².
Limita con las localidades de Hurlingham, Villa Tesei, Villa Udaondo, Bella Vista, Campo de Mayo (estas últimas dos en la orilla opuesta del río Reconquista) y Remedios de Escalada.
La localidad está atravesada por los arroyos Soto y Forleti, que desaguan en el río Reconquista.

### Medio ambiente y áreas verdes
La ciudad de William Morris se encuentra en la ribera del río Reconquista, el segundo más contaminado del país, después del Matanza-Riachuelo. La ciudad se encuentra en la cuenca media del río, que junto a la cuenca baja presenta los niveles más elevados de contaminación.
El predio del Instituto Nacional de Tecnología Agropecuaria conocido como INTA Castelar ocupa alrededor de 650 hectáreas dentro de la localidad. Como parte del predio, destaca el Jardín Botánico Arturo E. Ragonese.
Lindante con el predio del INTA se encuentra la Reserva Natural Presidente Néstor Kirchner, que consta de 49 hectáreas.

## Demografía
De acuerdo con el censo de 2010, su población era de 50.088 habitantes. Entonces era la localidad con menos habitantes de las tres que componen el partido de Hurlingham. Esto representa un aumento del 2,4 % respecto a los 48.916 registrados en el anterior censo de 2001.

## Transporte
Por William C. Morris pasan el Camino Parque del Buen Ayre y la ruta provincial 201 (con el nombre de Julio Argentino Roca). La ciudad está conectada por dos líneas suburbanas de ferrocarril, la línea San Martín y la línea Urquiza. En la primera cuenta con la estación William Morris y en la segunda tiene la estación Juan B. de La Salle.

## Seguridad, Salud y Educación
La ciudad cuenta con tres escuelas públicas (Escuela Nº69, Escuela Nº27, Escuela Nº24), una sala  de atención médica primaria, una comisaría (N.º 3 de Hurlingham, amenabar y Potosí) y el centro cultural en la calle Cañuelas entre Levalle y Planes.

## Servicios públicos
William Morris posee una delegación del Registro Provincial de las Personas desde el año 1994, y desde el 24 de enero del año 2014, se inauguró la nueva sucursal del Correo Argentino sucursal William C. Morris. Desde el año 2018 cuenta con red cloacal (forma parcial).

## Religión
En 1976 los seminaristas diocesanos se instalan en una residencia situada entre las calles Villegas y Gorriti.
El 25 de julio de 1996 el Obispo de Morón Justo O. Laguna firma los decretos de proclamación de San Judas Tadeo como Patrono del Partido de Ituzaingó y de Nuestra Señora de la Guardia como Patrona del Partido de Hurlingham. La Congregación para los Sacramentos y el Culto Divino confirma dichos patronazgos el 19 de noviembre de 1996.
El 12 de marzo de 2005 asume en una Solemne Misa como tercer Obispo de Morón, Mons. Luis Guillermo Eichhorn. Presidió el Cardenal Bergoglio, Arzobispo de Buenos Aires.
La ciudad posee una parroquia (San José Obrero)  dos capillas y el oratorio San Rita en las calles Cañuelas y Levalle.

## Parroquias de la Iglesia católica en William C. Morris
| Diócesis  | Morón           |
| --------- | --------------- |
| Parroquia | San José Obrero |